# Catherine Tolson
Catherine Tolson (21 de agosto de 1890 – 3 de marzo de 1924) fue una enfermera y sufragista inglesa activa en la Unión Social y Política de las Mujeres. Fue arrestada y encarcelada en 1909 y 1911 cuando inició una huelga de hambre y fue alimentada a la fuerza por lo cual recibió la Medalla de Huelga de Hambre de la USPM. Esta fue vendida en una subasta en 2004.

## Activismo
Catherine "Kitty" Tolson nació en Ilkley en West Yorkshire en 1890, hija de Charles Guthrie Tolson (1858-1929), un comerciante, y Anna Dymond (1863-1937). Su hermana mayor, Helen Tolson, y su madre, Anna Tolson, eran también sufragistas. Después de unirse a la Unión Social y Política de las Mujeres, se convirtió en una activista militante por el sufragio femenino. En septiembre de 1909, ella y su hermana mayor, Helen, se encontraban entre las sufragistas arrestadas por romper cristales en White City en Manchester, quienes aceptaron el encarcelamiento en la prisión de Strangeways en lugar de pagar multas. Dos días después fueron liberadas de Strangeways tras una huelga de hambre por la cual recibió la Medalla de huelga de hambre de la WSPU. En octubre de 1909 fue arrestada nuevamente en Manchester y enviada a Strangeways.
Tolson murió de tuberculosis a los 34 años mientras estaba en Rusia durante la gran hambruna de 1924. Nunca se casó.